# Allied General
Allied General là một game chiến thuật theo lượt lấy bối cảnh Thế chiến II có sự hiện diện của phe Đồng Minh trong các chiến dịch trọng yếu. Người chơi sẽ xuyên suốt qua bốn chiến dịch trong vai một viên tướng phe Đồng Minh chống lại phe Trục do AI điều khiển. Tại Đức, Allied General được gọi là Panzer General II, và Panzer General II thì được đặt tên là Panzer General IIID.

## Lối chơi
Các chiến dịch có thể chơi bao gồm:
- Chiến dịch Liên Xô, nói về sự kiện quân Liên Xô xâm lược Phần Lan hay còn gọi là cuộc Chiến tranh Mùa đông, trận phòng thủ Moskva, và nếu thành công thì chuyển thành cuộc phản công.
- Chiến dịch của Anh ở Bắc Phi chống lại quân đội Đức Quốc xã và phát xít Ý, bắt đầu tại Sidi Barrani.
- Chiến dịch của Anh có thể được chơi như sự tiếp nối chiến dịch đầu tiên của quân Anh, nói về cuộc tấn công cuối cùng của quân Đồng minh tại Tunis vào Phòng tuyến Mareth và cuộc chiến giải phóng châu Âu.
- Chiến dịch quân Mỹ, tương tự như chiến dịch thứ hai của Anh, bắt đầu với Chiến dịch Bó đuốc và tiếp tục cuộc chiến giải phóng châu Âu.

Kịch bản cá nhân có thể được chơi từ cả hai phe.
Trong khi đó, Panzer General đầu tiên chỉ dành cho hệ điều hành DOS, thì Allied General được làm ra cho Windows. Allied General và Panzer General dành cho Windows (bản cập nhật lên phiên bản hệ điều hành DOS) sử dụng một giao diện cửa sổ pop-up và chia sẻ một hệ thống tập tin cơ bản khác với phiên bản gốc Panzer General. Các fan hâm mộ đã tạo ra một phiên bản của Allied General dựa trên phiên bản hệ điều hành DOS của riêng mình có vay mượn tính năng giao diện từ phiên bản gốc Panzer General. Được gọi là Panzer General bao gồm tất cả các kịch bản và chiến dịch từ bản gốc, cũng như bổ sung thêm phần sửa lỗi.